# Транспорт в Грузии

Динамика доли транспорта в ВВП Грузии в 1996-2005 годах, в %

Наибольший объём грузоперевозок в Грузии приходится на автомобильный транспорт (около 60 %), грузооборота — на железнодорожный транспорт (около 90 %). Существенную роль в формировании отраслевой структуры экономики сыграло вовлечение Грузии в региональные проекты, связанные с транзитом энергоносителей.

## История

### В составе СССР
Основным видом транспорта в Грузинской ССР был железнодорожный. Эксплуатационная длина (на 1986 год):
- железных дорог — 1,54 тыс. км,
- автодорог — 21,5 тыс. км (в том числе с твёрдым покрытием — 19,9 тыс. км).

Основные морские порты: Батуми, Поти. По территории Грузинской ССР проходил нефтепровод Баку — Батуми, газопроводы из Азербайджанской ССР и Северного Кавказа.

## Железнодорожный транспорт
Железные дороги — 1 612 км. (все электрифицированы); с широкой колеей — 1 575 км. (колея 1,520 м.); с узкой колеей — 37 км. (колея 914 мм) (2003). В железнодорожных перевозках преобладают перевозки нефтепродуктов.
Основные железнодорожные магистрали: Тбилиси — Самтредиа — Поти, Батуми — Тбилиси — Баку (Азербайджан), Тбилиси — Ереван (Армения), Тбилиси — Телави.

## Автомобильный транспорт

Сеть дорог Грузии

Автодороги — 20 424 км. (с полным покрытием — 7854 км; с гравийным и каменистым покрытием — 11 269 км; с грунтовым покрытием — 1206 км.) (2006). Общее количество зарегистрированных автомобилей — 661 048 (2009).
| Номер  | Международная дорожная сеть | Маршрут                                     | Длина(км) | Notes |
| ------ | --------------------------- | ------------------------------------------- | --------- | ----- |
| [ს 1]  | E97                         | Тбилиси – Гори – Кутаиси – Зугдиди – Сухуми | 552       |       |
| [ს 2]  | E70                         | Сенаки – Поти – Кобулети – Батуми           |           |       |
| [ს 3]  | E117                        | Мцхета – Гудаури – Степанцминда             |           |       |
| [ს 4]  | E60                         | Тбилиси – Рустави                           |           |       |
| [ს 5]  |                             | Тбилиси – Сагареджо – Лагодехи              |           |       |
| [ს 6]  | E117                        | Тбилиси – Марнеули – Болниси – Дманиси      |           |       |
| [ს 7]  | E001                        | Марнеули – Садахло                          |           |       |
| [ს 8]  | E691                        | Хашури – Боржоми – Ахалцихе – Вале          |           |       |
| [ს 9]  | E60                         | Тбилиси                                     | 54        |       |
| [ს 10] |                             | Гори – Цхинвали – Дзау – Рокский тоннель    |           |       |
| [ს 11] | E691                        | Ахалцихе – Ахалкалаки – Ниноцминда          |           |       |
| [ს 12] | E692                        | Самтредиа – Ланчхути – Супса                | 57        |       |

Планы строительства (2019) новой скоростной магистрали, 23-километрового участка дороги международного значения Мцхета — Степанцминда — Ларс, ведущей к российско-грузинской границе. 
Будет построена объездная дорога Квешети-Коби,  пройдет по новому маршруту через долину Хада; участок будет включать самый длинный тоннель в Грузии (9 км) и современный арочный мост через реку Хадисцкали; помимо этого, на дороге будет размещено еще четыре тоннеля и пять мостов небольших размеров; стоимость работ оценивается в 558,6 млн долларов.

## Трубопроводный транспорт

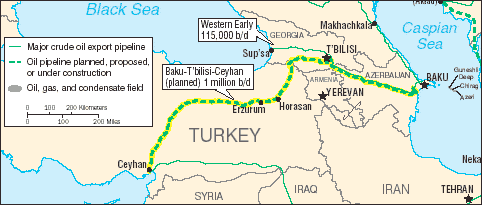
Маршруты нефтепроводов Баку — Тбилиси — Джейхан и Баку — Супса

Трубопроводы: для нефти — 1 027 км; для нефтепродуктов — 232 км; для газа — 1 697 км. (2004).
Магистральные линии трубопроводов:
- участок нефтепровода Баку — Тбилиси — Джейхан (церемония открытия грузинского участка состоялась 12 октября 2005[8]);
- участок нефтепровода Баку — Супса (пущен в эксплуатацию в 1999 году);[3]
- участок газопровода Баку — Тбилиси — Эрзурум;
- участок газопровода Владикавказ — Казбеги — Красный мост[2].

## Морской транспорт

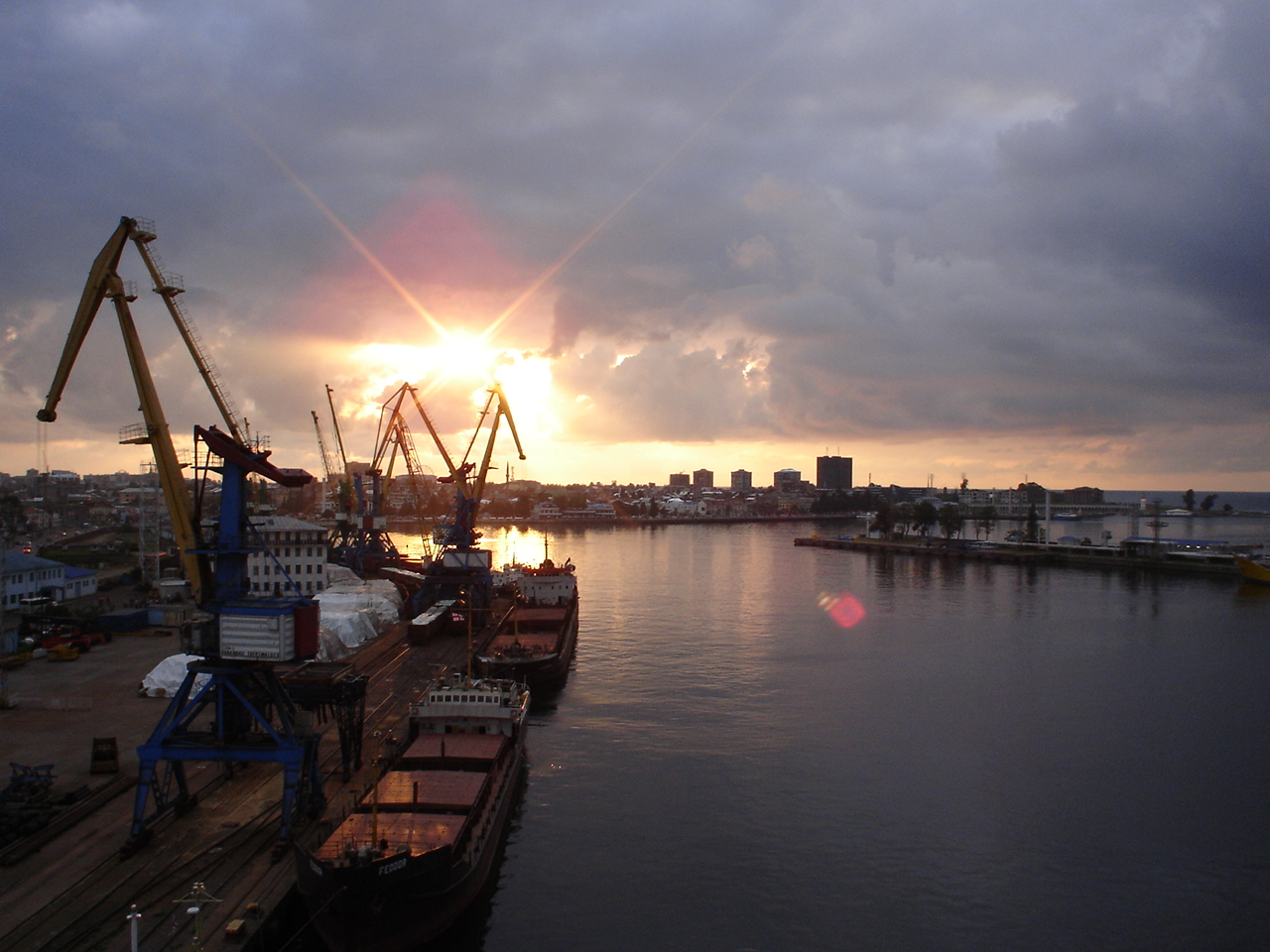
Батумский порт

В 2005 году морские порты Грузии обработали 24 млн тонн грузов, из которых 74 % пришлось на нефть и нефтепродукты.
Порты:
- Батуми (в основном нефтеналивной и контейнерный порт)[1]
- Поти (в основном перевалка марганцевых руд, медного концентрата, стройматериалов, зерна)[1]
- Кулеви[9]
- Супса (с 1999 года действует нефтяной терминал)[1]
- Сухуми[10]

Торговый флот — 144 судна (водоизмещением 1 тыс. брт и более) общим водоизмещением 855 908 брт / 1 288 812 дедвейт-тонн.
Балкеры — 20, сухогрузы — 95, танкеры для перевозки химикатов — 1, контейнеровозы −11, танкеры для перевозки сжиженного газа — 1, большегрузные многофункциональные суда — 1, пассажирские суда — 1, нефтяные танкеры — 9, суда-рефрижераторы — 1, ролкеры — 2, пассажирские суда малого каботажа — 1, специализированные танкеры — 1 (2003).

## Воздушный транспорт
Аэропорты — всего 30 (2004).
Аэропорты с взлетно-посадочными полосами с твердым покрытием — 17 (свыше 3047 м. — 1; от 2 438 до 3047 м. — 7; от 1524 до 2 437 м. — 5; от 914 до 1523 м. — 2; менее 914 м. — 2).
Аэропорты с ВПП без твёрдого покрытия — 13 (от 914 до 1523 м. — 3; менее 914 м. — 10) (2004).
Крупнейшие аэропорты:
- Тбилиси (международный аэропорт)
- Батуми (международный аэропорт)
- Кутаиси (международный аэропорт)
- Телави
- Натахтари

Авиаперевозчики:
- «Airzena — Georgian Airways»
- «Georgian Airlines»
- «National Airlines»

Вертолётные аэродромы — 2 (2003).

## Туристический транспорт
Туризм является важнейшей составляющей экономики Грузии и приносит стране 8,4% ВВП. Однако общественным транспортом туристам выгодно пользоваться только в крупных городах: Тбилиси, Батуми и Кутаиси. К большинству достопримечательностей за городом доехать либо вообще невозможно, либо крайне проблематично.
Спрос удовлетворяется частными лицами, малым и средним бизнесом. В Грузии крайне популярна аренда авто с водителем (такси за город по фиксированной цене), классический автопрокат и экскурсии. Последние бывают как групповыми (на автобусе), так индивидуальными на автомобиле с гидом. Для поездок между Тбилиси и Батуми туристы часто пользуются поездами и большими автобусами от компаний Metro, Georgian Bus и CityBus.